# Earle Maxwell
Kommendör Earle Alexander Maxwell, född den 8 juli 1934, är en nyzeeländsk frälsningsofficer.
Han blev frälsningsofficer 1954, och utgick från kåren i Oranje i Nya Zeeland. Efter att ha tjänstgjort bland annat som territoriell ledare för Frälsningsarméns arbete i Nya Zeeland och i östra Australien/Filippinerna blev han stabschef 1993. Han pensionerades 1999 och efterträddes av John Larsson som senare blev general.
Kommendör Maxwell gifte sig 1957 med Wilma Cugley, som utgick som frälsningsofficer från kåren i Cambervill Vic, Nya Zeeland, 1956.